# Ede Telcs

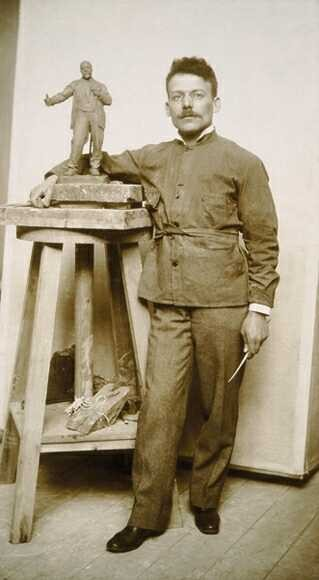
Ede Telcs (1900)

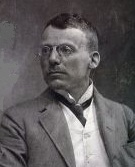
Ede Telcs (1910)

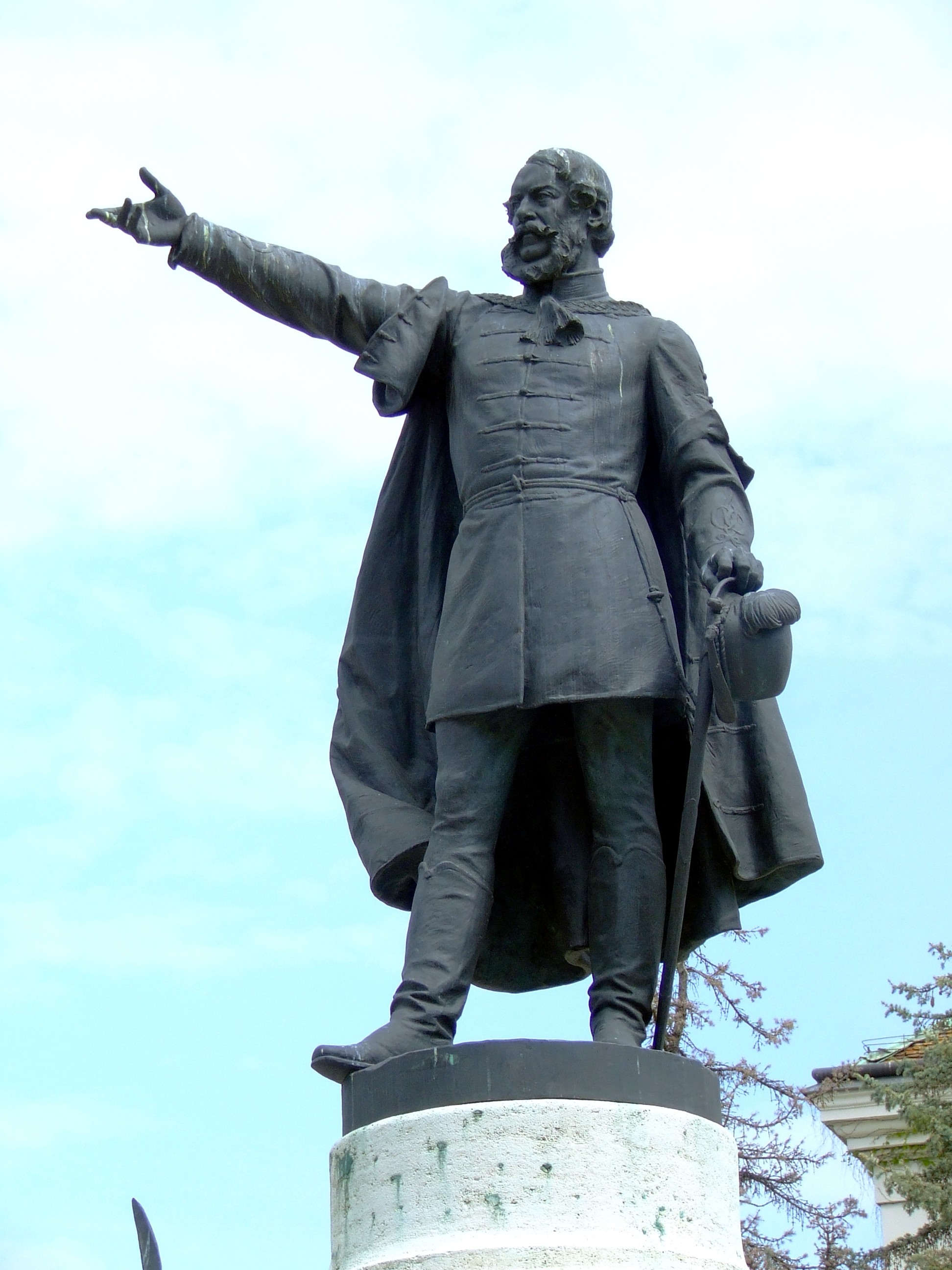
Kossuth-Denkmal in Kecskemét (1906)

Eduard „Ede“ Telcs (auch Eduard „Ede“ Teltsch; * 12. Mai 1872 in Baja, Königreich Ungarn; † 18. Juli 1948 in Budapest) war ein ungarischer Bildhauer und Medailleur.

## Leben und Wirken
Eduard Telcs besuchte das Gymnasium in Maria Theresiopel und ab 1887 die Gewerbezeichenschule in Budapest. Ab 1888 studierte er an der Akademie der bildenden Künste Wien zunächst bis 1892 an der Allgemeinen Bildhauerschule bei Edmund von Hellmer und erhielt 1892 den Füger-Preis. Danach studierte er bis 1895 an der Spezialschule für Bildhauerei bei Caspar von Zumbusch; erste Arbeiten stellte er 1893 in der Kunsthalle Budapest aus. 1895 arbeitete er bei György Zala und ab 1896 in seinem eigenen Atelier in Budapest. 1896 stellte er auf der Budapester Millenniumsausstellung und 1906 Porträts und Putten auf der Weltausstellung Mailand aus. Zu weiteren Arbeiten aus dieser Zeit zählen die Skulptur von Thomas Gresham für die Fassade des Gresham-Palastes in Budapest, das Denkmal für Lajos Kossuth in Kecskemét (1906), eine Büste des Politikers Dezső Szilágyi (1907), das Denkmal für Mihály Vörösmarty auf dem Vörösmarty-Platz (gemeinsam mit Eduard Kallós, 1908) und die Statue von Ladislaus I. (1911) sowie Grabplastiken für Miklós Barabás (1905) und Mihály von Munkácsy (1911).
Ede Telcs führte mehrere Studienreisen nach Italien, Frankreich, Deutschland und England durch, von 1920 bis 1924 lebte er in den Niederlanden in Utrecht. Nach seiner Rückkehr schuf er unter anderem die Gruppe Gyermekfigurák (Kinderfiguren) für die Gellért-Heilbäder (1927) und das Denkmal für Ignác Alpár vor dem historischen Ensemble im Stadtwäldchen (1931).
Als Medailleur gehörte Ede Telcs mit Ferenc Szárnovszky und Fülöp Ö. Beck zu den Wegbereitern der ungarischen Medailleurskunst. Er gestaltete Münzen, Medaillen und Plaketten mit Porträts unter anderem von den Politikern Ferenc Deák (1903, zum 100. Geburtstag) und Gyula Andrássy dem Älteren (1906), von dem Maler Ferenc Szoldatits (1908), von dem Musiker David Popper (1908) und Johann Wolfgang von Goethe (1924) sowie Medaillen wie Anyaság (Mutterschaft) (1906) und Ülő faun (sitzender Faun) (1922). Seine Arbeiten wurden in Ausstellungen in Antwerpen (1893), Dresden (1901), auf der Louisiana Purchase Exposition in St. Louis (1904), Brüssel (1922), Monza (1925), Barcelona (1930), Paris (1937) und Venedig (1938) gezeigt.
In dem Atelier von Ede Telcs arbeiteten unter anderem die Bildhauer und Medailleure Gyula Murányi (1881–1920), Lajos Berán (1882–1943), József Reményi (1887–1977) und Paul Vincze (1907–1994). Telcs war Mitglied der Ungarischen Gesellschaft für Angewandte Kunst.